# シティタワー札幌
シティタワー札幌（してぃたわーさっぽろ）は、札幌市中央区北4条東1丁目に所在する超高層マンションである。

## 概要
大手デベロッパーの住友不動産が開発・分譲した。
RC造地上31階・地下1階建てで、2030年度開通予定の北海道新幹線JR北海道札幌駅乗車口に近い場所となっている。

## 周辺施設
- JRタワー

## アクセス
- JR北海道札幌駅
- 札幌市営地下鉄南北線及び東豊線さっぽろ駅

## 参考資料
- シティタワー札幌｜札幌市営地下鉄「さっぽろ」駅徒歩3分、札幌市中央区のマンション｜住友不動産